# Hendrella heringi
Hendrella heringi är en tvåvingeart som först beskrevs av Hardy 1970.  Hendrella heringi ingår i släktet Hendrella och familjen borrflugor. Inga underarter finns listade i Catalogue of Life.